# ルウィング
ルウィング郡（ルウィングぐん、英：Luwingu district ）は、ザンビアにある1906年に制定された、北部州に9つある郡の1つである。

## 地理
北部州の西部に位置し、周囲をマンサ、ムピカ、サンフィア、チルビ、カワンブワ、ムポロコソ、カサマなどの8つの郡に囲まれている。北部州の州都であるカサマからは165km、首都であるルサカからは約960kmに位置している。人口は2010年時点で約13万人で、面積は8,892km2である。

## 交通・運輸
ルウィングへの主な公共交通は、ルサカ発カサマ経由の定期バスやカサマ発の乗合いのバスである。ルウィングからは、ルサカ行やコッパーベルト州キトエ行の定期バスが運行している。

## その他
中心地は、郡病院、銀行、政府の地方事務所、公設市場、商店街、ゲストハウスなどがありルウィングの行政・経済の中心を形成している。その他に、国際NGOであるワールドビジョンや国境なき医師団の地方事務所(2013年まで)がある。